# Pilea peperomioides

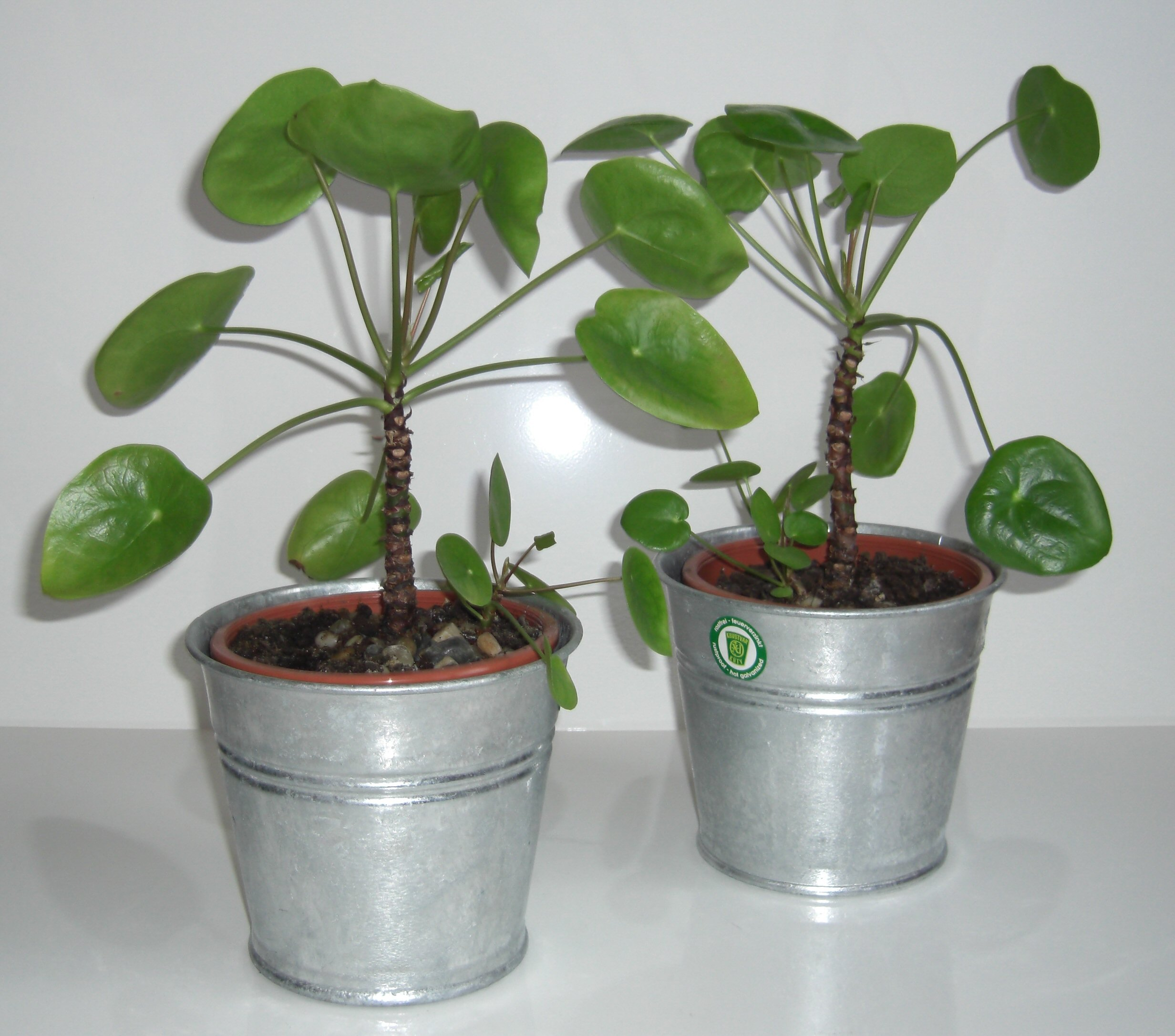
Habitus von Pilea peperomioides bei schlechten Wachstumsbedingungen.

Pilea peperomioides, im deutschsprachigen Raum auch unter den Namen Glückstaler, Chinesischer Geldbaum, Ufopflanze, Missionarspflanze, Pfannkuchenpflanze und Bauchnabelpflanze bekannt, ist eine in Südostasien beheimatete Pflanzenart aus der Gattung Kanonierblumen (Pilea) in der Familie der Brennnesselgewächse (Urticaceae).

## Geschichte
1906 sammelte George Forrest Exemplare der Pflanze in China. Sie wurde 1912 von Ludwig Diels beschrieben. Nach Europa gelangte die Pflanze 1946 durch den norwegischen Missionar Agnar Espegren. Aufgrund der Ähnlichkeit ihrer Blätter zu derer einiger Arten der Peperomien war Pilea peperomioides anfänglich im Verdacht, zu dieser Gattung zu gehören, und bekam nach der Zuordnung der Art zu den Kanonierblumen deshalb den Namenszusatz peperomioides. Die Zuordnung erfolgte über eine Untersuchung der männlichen Blüten, die den untersuchenden Botanikern nicht sofort vorlagen, was die Zuordnung erschwerte. Die Pflanze wurde aufgrund ihrer Anspruchslosigkeit von der Royal Horticultural Society 1993 mit dem Award of Garden Merit ausgezeichnet.

## Merkmale
Pilea peperomioides ist eine ausdauernde krautige Pflanze. Die Sprossachse ist grünlich bis dunkelbraun, meist einfach, oft aufrecht gerade, an der Basis etwas verholzt. Bei schlechten Wachstumsbedingungen verlieren die Pflanzen im unteren Bereich der Sprossachse ihre Blätter und nehmen dadurch einen sehr markanten Habitus an. Die Pflanzen sind vollständig unbehaart. Auffällig sind ihre großen, eiförmigen bis rundlichen (tellerförmigen), glänzenden, schraubig-gegenständigen Laubblätter, die einen Durchmesser bis über 9 Zentimeter aufweisen können. Die Blattstiele werden wildwachsend 2 bis 17 Zentimeter lang, bei Zimmerpflanzen bis zu 30 Zentimeter. Die Pflanze erreicht eine Wuchshöhe von ca. 30 bis 40 cm und eine Breite von 40 cm bis 50 cm.
Es werden rispige Blütenstände gebildet. Die kleinen und eingeschlechtlichen Blüten sind unscheinbar, wobei die meist zweihäusige, diözische Pflanze männliche und weibliche Blüten produziert, die weiblichen aber weniger häufig.
Pilea peperomioides ist vorwiegend eine C3-Pflanze, aber auch in geringem Umfang zum CAM-Stoffwechsel fähig.

## Verbreitung
Diese Art kommt nur in China vor: im Südwesten der Provinz Sichuan und im Westen der Provinz Yunnan. Hier wächst sie auf schattigen, feuchten Felsen in Wäldern in Höhenlagen von 1500 bis 3000 m. Sie ist sehr selten und möglicherweise in ihren Wildvorkommen gefährdet. Allerdings wird sie in China und weltweit als Zierpflanze gehalten, wo sie größtenteils durch Ableger vegetativ vermehrt wird.

## Nutzung
Pilea peperomioides wird als Zimmerpflanze genutzt. Geschätzt wird die schöne Gestalt, die leichte Pflege und das schnelle Wachstum. Sie bildet schnell wachsende Ausläufer, die häufig als glückbringende Pflanze („Glückstaler“) oder Freundschaftspflanze weitergegeben werden. Da sich konstante Temperaturen und hohe Luftfeuchtigkeit positiv auf den Pflanzenwuchs auswirken, ist diese Pflanzenart für die Begrünung von Terrarien geeignet.